# Пјаца Навона
Пјаца Навона (Piazza Navona) је јавни отворени простор у Риму, у Италији. Изграђен је на месту Домицијановог стадиона из 1. века нове ере и прати форму отвореног простора стадиона у издуженом овалу. Стари Римљани су ишли тамо да гледају агоне („игре“), па је отуда био познат као „ Циркус Агоналис “ („такмичарска арена“). Верује се да се временом име променило у ин авоне, па у навоне и на крају у навона.
У 17. веку постао је излог барокног дизајна, међу којима су били радови Бернинија и Бороминија. Фонтана четири реке стоји испред цркве Свете Агнезе у Агонеу.

## Историја
Простор који тренутно заузима Пјаца Навона првобитно је био Домицијанов стадион, који је изградио цар Тит Флавије Домицијан 80. године нове ере. Након пада Западног римског царства, стадион је пропао, будући да су га користили за грађевински материјал. Данас је од тога остало само неколико остатака.
Дефинисан као јавни простор последњих година 15. века, када је градска пијаца ту пренета са Капитола, Пјаца Навона је претворена у веома значајан пример барокне римске архитектуре и уметности током понтификата папе Иноћентија X, који је владао од 1644. до 1655. године, а чија је породична палата Палацо Памфили била окренута ка тргу. Садржи значајне скулптуралне креације: у центру стоји чувена Фонтана четири реке (1651) Ђованија Лоренца Бернинија, на чијем је врху Домицијанов обелиск, донешен у комадима из Максенцијевог циркуса; црква Свете Агнезе у Агонеу, аутора Франческа Бороминија, Ђиролама Раиналдија, Карла Раиналдија и других; и горе поменута палата Памфили, такође Ђиролама Раиналдија, у којој се налази галерија коју је дизајнирао Боромини и осликао Пјетро да Кортона.
Пјаца Навона има још две фонтане. На јужном крају налази се Фонтана дел Моро са базеном и четири тритона које је извајао Ђакомо дела Порта (1575) коме је 1673. Бернини додао статуу Мавара, који се бори са делфином. На северном крају је Нептунова фонтана (1574) коју је такође створио Ђакомо дела Порта; статуа Нептуна, аутора Антонија Дела Бите, додата је 1878. да би се створила равнотежа са Ла Фонтана дел Моро.
Током своје историје, трг је био домаћин позоришних догађаја и других ефемерних активности. Од 1652. до 1866. године, када је фестивал прекинут, био је поплављен сваке суботе и недеље у августу ради прослава породице Памфили. Ниво плочника је подигнут у 19. веку, а 1869. пијаца је премештена у оближњи Campo de' Fiori (Поље цвећа). Божићна пијаца се одржава на тргу сваке године од прве недеље децембра до прве недеље јануара.

## Књижевност и филмови
- Пјаца је представљена у трилеру Дена Брауна из 2000. Анђели и демони, у којем је Фонтана четири реке наведена као један од олтара науке. Током јуна 2008, Рон Хауард је режирао неколико сцена филмске адаптације Анђели и демони на јужном делу трга.
- Пјаца је представљена у неколико сцена у адаптацији романа Џозефа Хелера, Кеч-22, редитеља Мајка Николса из 1970. године.
- Фонтана четири реке је коришћена у филму Новчићи у фонтани из 1990. године. Ликови су бацали новчиће у фонтану и зажелели жеље. Фонтана ди Треви је коришћена у верзији филма из 1954. године.
- Представљен је у филму National Lampoon's European Vacation.
- У италијанској комедији из 1964. Јуче, данас и сутра лик Софије Лорен, Мара, живи у стану на другом спрату који гледа на Пјацу Навона у Риму.
- Пјаца је представљена у филму Јуџина Левија, Once Upon A Crime.
- Пјаца је представљена у филму Амерички плаћеник из 2017.
- Пјаца се појављује у сценама у филму Талентовани господин Рипли из 1999. године.

## Вандализам
У раним сатима 3. септембра 2011, Фонтану дел Моро је оштетио вандал. Полиција је касније пронашла човека, који је снимљен сигурносним камерама како се пење у фонтану, како држи велики камен и обезглављује неке веће и мање фигуре.